# The Proclaimers
The Proclaimers es un dúo musical escocés de folk rock compuesto por los hermanos gemelos Charlie y Craig Reid, nacidos el 5 de marzo de 1962, en Leith (Edimburgo, Escocia.) Son especialmente conocidos por sus canciones "Letter from America", "I'm On My Way" y "I'm Gonna Be - 500 Miles". 
Su música se puede catalogar como rock con raíces folk, country, soul, rhythm & blues, y rockabilly. Si bien su característico dúo de voces y el marcado acento escocés le confiere un sonido distintivo, así como el acompañamiento de la guitarra acústica (Charlie) y de las percusiones (Craig). Además de los cantantes Craig y Charlie, la banda incorpora a otros cuatro músicos: actualmente Zac Ware (guitarra eléctrica), Garry John Kane (bajo), Stevie Christie (teclados) y Clive Jenner (batería). Ocasionalmente pueden contar también con la colaboración de un violinista.
El grupo, que realiza extensas giras por todo el mundo, ha editado desde 1987 hasta el momento actual doce álbumes de estudio, seis de recopilación, y un DVD.

## Trayectoria artística
Craig Reid y Charlie Reid nacieron en Leith en 1962, y pasaron su infancia en Edimburgo, en Cornualles, y en Auchtermuchty (Escocia). Después de tocar en grupos de punk rock en su Instituto de Secundaria, los dos hermanos formaron The Proclaimers en 1983.
Tras algunos años actuando en pubs locales en Escocia, su éxito llegó cuando un fan anónimo hizo llegar su maqueta al grupo británico The Housemartins. A estos les agradó lo suficiente como para invitar a Charlie y Craig a acompañarles como teloneros en su gira por el Reino Unido en 1986. Ello permitió a The Proclaimers empezar a ser conocidos por el gran público, y les valió una aparición en el programa musical The Tube de la televisión británica BBC Channel 4 el 30 de enero de 1987. La centralita del programa quedó colapsada por las llamadas del público tras su actuación. En menos de un mes, estaban contratados por la discográfica Chrysalis para grabar su primer disco.
A partir de entonces, la canción Letter from America alcanzó el número 3 en la lista de éxitos británica, y el álbum This is the Story fue Disco de Oro en el Reino Unido. Dicho álbum está grabado acústicamente, sin más acompañamiento instrumental que la guitarra acústica tocada por Charlie y percusiones por Craig. No obstante, para la canción "Letter from America" se grabó posteriormente una versión con acompañamiento de banda, con Gerry Rafferty como productor. 
Su segundo disco, Sunshine On Leith, fue Disco de Platino en el Reino Unido y de Oro en Estados Unidos. Este disco incluía la canción "I'm Gonna Be - 500 Miles" , que se convirtió en un éxito internacional al ser banda sonora de la película estadounidense Benny & Joon en 1993. La misma canción volvería a la lista de éxitos del Reino Unido, esta vez con el número 1, cuando fue nuevamente grabada en 2007, junto con los actores Matt Lucas y Peter Kay, para la organización solidaria Comic Relief. Esta canción se ha convertido prácticamente en un himno extraoficial de Escocia, y se ha popularizado en varios países, incluida España, especialmente por su uso en anuncios de televisión.
Es de destacar el siguiente éxito del grupo en 1990 con el EP "King Of The Road", que incluye su versión de la canción King Of The Road, de Roger Miller, como homenaje a este cantante de country. 
La trayectoria del grupo continúa en 2001 con su cuarto álbum Persevere, que demostró que no se había enfriado el entusiasmo del público, incluso después de algunos años de inactividad profesional debido a la dedicación de ambos hermanos a la familia.
The Proclaimers han publicado hasta el momento 12 álbumes de estudio, el primero de ellos acústico, los demás con acompañamiento de banda. El grupo realiza habitualmente giras, tanto por Escocia y resto del Reino Unido como internacionales, incluyendo países europeos como Irlanda, Alemania, Noruega, Bélgica, Países Bajos, España, Italia o la República Checa, así como de otros continentes, como Estados Unidos, Canadá, Australia, Nueva Zelanda y Singapur.
En 2007 se crea el musical de teatro "Sunshine On Leith", basado en las canciones de The Proclaimers, y llevado al cine en 2013. La película fue rodada en Edimburgo, y en ella las canciones son interpretadas por los actores, con una breve aparición como cameo de Craig y Charlie. En España se tituló "Amanece en Edimburgo". 
Además, en 2011, el grupo alcanzó un notable logro en su tierra natal, Escocia, cuando dos de sus canciones, Sunshine on Leith y I'm Gonna Be (500 Miles), fueron elegidas por el público para formar parte del disco Scotland's Greatest Album, recopilación de las mejores canciones escocesas de las cuatro últimas décadas.

## Influencias
Los hermanos Reid son incondicionales del equipo de fútbol Hibernian F.C. de Edimburgo. Tanto es así, que su canción Sunshine on Leith es habitualmente cantada por la afición al comienzo de los partidos. 
Además, Charlie y Craig son conocidos por su apoyo a la independencia de Escocia. Varias de sus canciones reflejan sus puntos de vista, como Letter from America o Cap in Hand. 
Asimismo, colaboran con distintas organizaciones solidarias. En 2006 participaron en una campaña para liberar al ciudadano escocés Kenny Richey del corredor de la muerte, y en 2010 participaron junto con Billy Bragg en un concierto en favor de Reprieve, organización que lucha contra la pena de muerte. Reprieve es una de las organizaciones con las que Charlie y Craig colaboran, junto con otras como The Lighthouse Foundation (ayuda a las víctimas de adicciones), AICR (contra el cáncer), Drake Music Scotland (ayuda a niños y adultos con discapacidad a través de la música) o 500 Miles (ayuda a personas con movilidad reducida en África).

## The Proclaimers en España
El grupo estuvo en España en 1994, realizando actuaciones acústicas en directo en RNE - Radio 3. Posteriormente, en 2008 realizó una gira por España, tocando en Madrid (Sala Heineken) el 5 de marzo, en Murcia (Auditorio) el 7 de marzo, y en Valencia (Sala Mirror) el 8 de marzo. 
Además, el vídeo de su canción "King Of The Road", incluido en el DVD The Best of the Proclaimers 1987-2002, fue grabado en la provincia de Granada. 
Varias canciones del grupo son conocidas en España por haber sido utilizadas en bandas sonoras de películas, así como en anuncios de televisión, por ejemplo I'm Gonna Be - 500 Miles en los anuncios de Retevisión a finales de los años 90, o Life With You en los anuncios de Movistar en 2010.
Asimismo, la serie animada de televisión "Padre de Familia", muy popular en España, los ha representado en un episodio en que el protagonista aparece cantando en un escenario junto con Craig y Charlie. 
En la comedia de la CBS "Cómo conocí a vuestra madre" (How I Met Your Mother), los protagonistas Marshall y Ted cantan la canción 500 Miles en el Fiero. 
La actuación más multitudinaria de The Proclaimers, presenciada en directo por más de mil millones de telespectadores, fue en el césped del estadio Hampden Park de Glasgow, en la final de la Champions League UEFA 2002 entre el Real Madrid y el Bayer Leverkusen.
En junio de 2014 se estrenó en España "Amanece en Edimburgo", una película basada en el musical "Sunshine on Leith", incluyendo las canciones de The Proclaimers.

## Discografía

### Extended Plays
1. King of the Road (1990)
2. 17 (EP acústico) (2009)

### Álbumes de estudio
| Año  | Álbum                      | Posición en lista de éxitos | Posición en lista de éxitos | Posición en lista de éxitos | Certificación           |
| Año  | Álbum                      | UK                          | US                          | AUS                         | Certificación           |
| ---- | -------------------------- | --------------------------- | --------------------------- | --------------------------- | ----------------------- |
| 1987 | This Is the Story          | 43                          | -                           | 41                          | - UK: Oro               |
| 1988 | Sunshine on Leith          | 6                           | 31                          | 2                           | - UK: Platino - US: Oro |
| 1994 | Hit the Highway            | 8                           | -                           | -                           | - UK: Plata             |
| 2001 | Persevere                  | 61                          | -                           | -                           |                         |
| 2003 | Born Innocent              | 70                          | -                           | -                           |                         |
| 2005 | Restless Soul              | 74                          | -                           | -                           |                         |
| 2007 | Life With You              | 13                          | -                           | -                           |                         |
| 2009 | Notes & Rhymes             | 30                          | -                           | -                           |                         |
| 2012 | Like Comedy                | 30                          | -                           | -                           |                         |
| 2015 | Let's Hear It For the Dogs | 26                          | -                           | -                           |                         |
| 2018 | Angry Cyclist              |                             |                             |                             |                         |
| 2022 | Dentures Out               |                             |                             |                             |                         |

### Álbumes de recopilación y remasterizados
| Año  | Álbum                                                | Posición en lista de éxitos | Posición en lista de éxitos | Certificación |  |
| Año  | Álbum                                                | UK                          | US                          | Certificación |  |
| ---- | ---------------------------------------------------- | --------------------------- | --------------------------- | ------------- |  |
| 2002 | The Best of The Proclaimers                          | 5                           | -                           | - UK: Oro     |  |
| 2003 | Finest                                               | -                           | -                           | -             |  |
| 2011 | This Is The Story (Edición 2 CD)                     | -                           | –                           | -             |  |
| 2011 | Sunshine On Leith (Edición 2 CD)                     | -                           | –                           | -             |  |
| 2011 | Hit The Highway (Edición 2 CD)                       | -                           | –                           | -             |  |
| 2013 | The Very Best Of - 25 years 1987-2012 (Edición 2 CD) | -                           | –                           | -             |  |

### Bandas sonoras
1. Benny & Joon (1993) (canción: "I'm Gonna Be - 500 Miles")
2. Bye Bye Love (1995) (canción: "Bye Bye Love")
3. Bottle Rocket (1996) (canción: "Over And Done With")
4. Dos tontos muy tontos (1994) (canción: "Get Ready")
5. The Crossing (1990) (canción: "King of the Road")
6. Shrek (2001) (canción: "I'm on My Way")
7. Cold Case (2005) (canción: "I'm Gonna Be - 500 Miles")
8. How I Met Your Mother (serie), dos episodios en 2007 y 2009 (canción: "I'm Gonna Be - 500 Miles")
9. Mama's Boy (2008) (canción: "Then I Met You")
10. Burke & Hare (2010) (canción: "I'm Gonna Be - 500 Miles")
11. Despedida de Soltera (2012) (canción: "I'm Gonna Be - 500 Miles")
12. The angel's share (2012) (Canción: I'm Gonna Be - 500 miles)
13. Amanece en Edimburgo (2013) (álbum: Sunshine on Leith)
14. Anatomía de Grey (2013) (Canción: I'm Gonna Be - 500 miles)
15. Las 4 estaciones de las Chicas Gilmore (2016) (Canción: I'm Gonna Be - 500 miles)

### DVD
1. The Best of the Proclaimers 1987-2002 (2002)

### Sencillos
| Año  | Título                                       | Posición en lista de éxitos | Posición en lista de éxitos | Posición en lista de éxitos | Álbum                    |
| Año  | Título                                       | U.S.                        | U.S. Rock                   | U.K.                        | Álbum                    |
| 1987 | "Throw the 'R' Away"                         | -                           | -                           | -                           | This Is the Story        |
| 1987 | "Letter from America" (versión banda)        | -                           | -                           | 3                           | This Is the Story        |
| 1988 | "Make My Heart Fly" (versión banda)          | -                           | -                           | 63                          | This Is the Story        |
| 1988 | I'm Gonna Be - 500 Miles"                    | 3                           | 21                          | 11                          | Sunshine on Leith        |
| 1988 | "Sunshine on Leith"                          | -                           | -                           | 41                          | Sunshine on Leith        |
| 1989 | "I'm on My Way"                              | -                           | -                           | 43                          | Sunshine on Leith        |
| 1990 | "King of the Road"                           | -                           | -                           | 9                           | King of the Road (EP)    |
| 1994 | "Let's Get Married"                          | -                           | -                           | 21                          | Hit the Highway          |
| 1994 | "What Makes You Cry?"                        | -                           | -                           | 38                          | Hit the Highway          |
| 1994 | "These Arms of Mine"                         | -                           | -                           | 51                          | Hit the Highway          |
| 2001 | "There's a Touch"                            | -                           | -                           | -                           | Persevere                |
| 2007 | "I'm Gonna Be (500 Miles)" para Comic Relief | -                           | -                           | 1                           | Best of (reeditado 2007) |
| 2007 | "Life with You"                              | -                           | -                           | 58                          | Life with You            |
| 2007 | "Whole Wide World"                           | -                           | -                           | -                           | Life with You            |
| 2008 | "New Religion" (muestra promocional)         | -                           | -                           | -                           | Life with You            |
| 2009 | "Love Can Move Mountains"                    | -                           | -                           | -                           | Notes & Rhymes           |
| 2012 | "Spinning Around in the Air"                 | -                           | -                           | -                           | Like Comedy              |
| 2022 | "The World That Was"                         | -                           | -                           | -                           | Dentures Out             |